# 唐陽公主
唐阳公主（?—?），唐朝公主，是中国唐朝第十六代皇帝唐宣宗李忱的十一个女儿之一。她的生母不详，史书仅仅记载了她的封号唐阳公主。没有关于唐阳公主是否婚嫁的记载。其去世时间不详。